# Clause de conscience
Une clause de conscience est le droit reconnu à certains professionnels, dans leur statut légal, de s'opposer à une décision ou de ne pas accomplir un acte comportant des enjeux éthiques importants.

## Droit par pays

### Droit américain
En droit américain, les clauses de conscience sont des clauses légales attachées aux lois dans certaines parties des États-Unis qui permettent aux pharmaciens, médecins ou autres prestataires de soins de santé de ne pas fournir certains services médicaux pour des raisons de religion ou de conscience. Il peut également s'agir de parents refusant des traitements particuliers pour leurs enfants.

### Droit français
Les principaux textes de référence concernant la liberté de conscience sont :
- l'article 10 de la Déclaration des droits de l'homme et du citoyen de 1789 : « Nul ne doit être inquiété pour ses opinions, même religieuses, pourvu que leur manifestation ne trouble pas l’ordre public établi par la loi » ;
- le préambule de la Constitution du 27 octobre 1946 : « Nul ne peut être lésé dans son travail ou dans son emploi en raison de ses origines, de ses opinions ou de ses croyances » ;
- la décision 2001-446 DC du 27 juin 2001 du Conseil constitutionnel établissant la liberté de conscience comme l'un des principes fondamentaux reconnus par les lois de la République.